# Jurżyszki
Jurżyszki (biał. Юржышкі; ros. Юржишки) – wieś na Białorusi, w obwodzie mińskim, w rejonie wołożyńskim, w sielsowiecie Raków.

## Historia
W czasach zaborów wieś w gminie Raków, w powiecie mińskim, w guberni mińskiej Imperium Rosyjskiego. W 1866 należała do dóbr skarbowych Pokucie.
W latach 1921–1945 wieś leżała w Polsce, w województwie wileńskim, w powiecie stołpeckim, a od 1927 w powiecie mołodeckim, w gminie Raków.
Według Powszechnego Spisu Ludności z 1921 roku zamieszkiwało tu 201 osób, 16 było wyznania rzymskokatolickiego, 184 prawosławnego a 1 staroobrzędowego. Jednocześnie 178 mieszkańców zadeklarowało polską, 20 białoruską przynależność narodową a 3 rosyjską. Było tu 37 budynków mieszkalnych. W 1931 w 39 domach zamieszkiwały 234 osoby.
Wierni należeli do parafii rzymskokatolickiej i prawosławnej w Rakowie. Miejscowość podlegała pod Sąd Grodzki w Rakowie i Okręgowy w Wilnie; właściwy urząd pocztowy mieścił się w Rakowie.